# Simon Häggström
Simon Häggström, född 5 februari 1982 i Indien, är en svensk författare och polis, bosatt i Stockholm. Som polis har han sedan 2008 haft fokus på prostitution och människohandel, medan han som författare skrivit både sakprosa och fiktion med utgångspunkt i våldsbemängda miljöer kring prostitution.
Häggström är en flitig debattör och föreläsare i relaterade frågor. Han betraktar snart sagt alla delar av sexbranschen som del av mäns våld mot kvinnor.

## Biografi
Simon Häggström är uppvuxen i Stockaryd i Sävsjö kommun. Hans far var pastor i ortens kyrka.
Häggström är utbildad vid Polishögskolan i Stockholm. Han arbetade inledningsvis i ”Plattangruppen”, vars arbetsuppgifter syftade till att störa ut narkotikahandeln på Plattan i Stockholm och även störa sexhandeln på den närbelägna Malmskillnadsgatan.
Häggström har sedan 2008 arbetat med brott som rör prostitution och människohandel. Det inleddes som del av Stockholmspolisens prostitutionsgrupp, vilket senare övergick aktionsgruppen mot människohandel inom Nationella operativa avdelningen (tidigare Rikskriminalpolisen).

### Författarkarriär
År 2016 debuterade Häggström som författare med boken Skuggans lag. Där beskrev han sin och sina kollegors vardag i Stockholms undre värld. Boken rönte stor massmedial uppmärksamhet.[källa behövs]

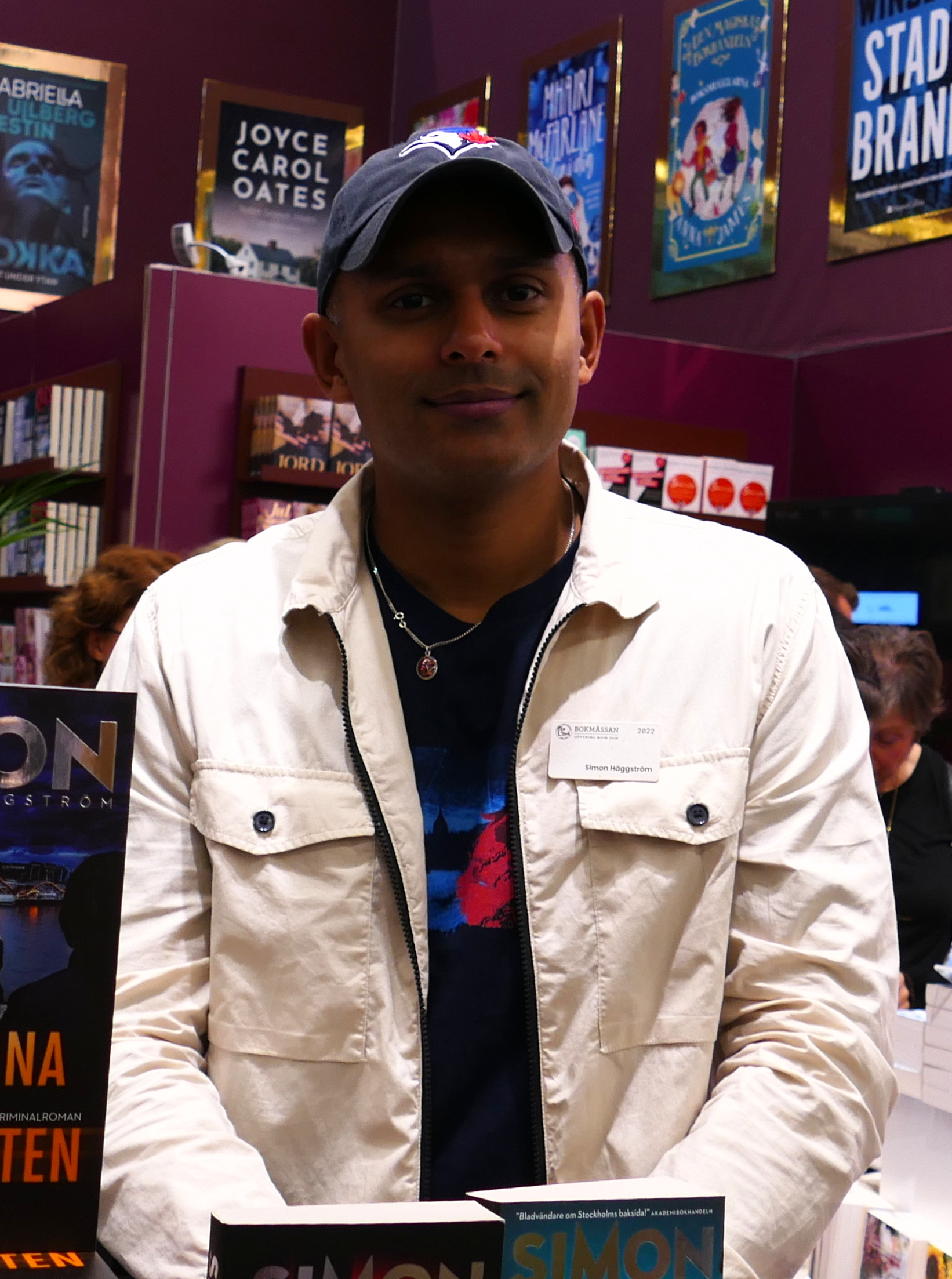
Simon Häggström i sitt förlag Harper Collins monter på Bokmässan i Göteborg 2022.

Våren 2017 släpptes uppföljaren Nattstad med en människohandlare som protagonist. I augusti 2018 meddelade bokförlaget Harper Collins nordiska kontor att de skulle ge ut Häggströms tredje bok, en roman som gavs titeln Flickorna som sprang och kom ut i maj 2019. Enligt förlaget planerades en serie om fem böcker och i maj 2020 gav Harper Collins ut den första uppföljaren, I skuggan av sektor 5. Den tredje boken i serien, Systrarna och ensamheten kom ut i maj 2022. Den fjärde boken i serien gavs ut i oktober 2023 med titeln Den hundrade kvinnan.
I juni 2025 återvände Häggström till facklitteraturen med boken Mörkerspår. I boken redogör han på nytt redogör för sitt och sina kollegors arbete i Stockholms olika prostitutionsmiljöer. Detta inkluderar pornografiska miljöer i Stockholm, som han menar är präglade av hot och våld.

### Debattör
Häggström har på senare år varit ett välkänt namn i prostitutionsdebatten. 2014 deltog han som expert i en utfrågning i den franska senaten gällande den svenska sexköpslagen, en typ av lagstiftning som Frankrike antog 2016. Han är flitigt intervjuad i samband med nyhetsartiklar som berör sexualbrott av olika slag och lyfter gärna fram upplevda samband mellan prostitution och människohandel, liksom pornografins negativa inverkan på olika beteenden.
I föreläsningar och i intervjuer beskriver han ofta all typ av prostitution som slaveri. Han anser även att Onlyfans, känd plattform för olika sexarbetare, är "digitaliserad prostitution" och stödjer 2025 års skärpning av den svenska sexköpslagen. I allmänhet betraktar han snart sagt alla delar av sexbranschen som del av mäns våld mot kvinnor, alternativt som en inkörsport till olagligt utnyttjande av kvinnor.

### Fack- och debattböcker
- Skuggans lag. Kalla kulor. 2016. ISBN 9789188153180
  -  Shadow's law. Bullet Point Publishing. 2016. ISBN 9789188153203 - Översättning till engelska.
  - Auf der Seite der Frauen. Edition Wortschatz. 2025. ISBN 9783910955189 - Översättning till tyska.
- Mörkerspår. Lind & Co. 2025. ISBN 9789180535922

### Fiktion
- Nattstad. Kalla kulor. 2017. ISBN 9789188153494
- Flickorna som sprang. HarperCollins Nordic. 2019. ISBN 9789150943351
  -  He juoksivat pakoon. HarperCollins Nordic. 2022. ISBN 9789150961393 - Översättning till finska.
  -  Jentene som sprang. HarperCollins Nordic. 2022. ISBN 9788284263199 - Översättning till norska.
  - Udnyttet. HarperCollins Nordic. 2022. ISBN 9788771919509 - Översättning till danska.
- I skuggan av sektor 5. HarperCollins Nordic. 2020. ISBN 9789150948639
  - Jentene i skyggen. HarperCollins Nordic. 2022. ISBN 9788284252001 - Översättning till norska.
  - Bukarestin varjoissa. HarperCollins Nordic. 2022. ISBN 9789150969306 - Översättning till finska.
  - I skyggen. HarperCollins Nordic. 2023. ISBN 9788771919677 - Översättning till danska.
- Systrarna och ensamheten. HarperCollins Nordic. 2022. ISBN 9789150967524
  -  Ensomme søstre. HarperCollins Nordic. 2023. ISBN 9788284252278 - Översättning till norska.
  -  Yksinäiset sisaret. HarperCollins Nordic. 2023. ISBN 9789524020121 - Översättning till finska.
  - Som søstre. HarperCollins Nordic. 2024. ISBN 9788743515890 - Översättning till danska.
- Den hundrade kvinnan. HarperCollins Nordic. 2023. ISBN 9789150969672

## Priser och utmärkelser
- 2021 – Tilldelades S:t Eriksmedaljen av Stockholms kommunstyrelse för sitt arbete som polis och samhällsdebattör i frågor som rör prostitution och människohandel.